# Stjepan Širola
Stjepan Širola (Zagreb, 27. studenoga 1867. − 9. rujna 1926.) bio je hrvatski pedagog, prevoditelj, novinar i književnik. Pisao je poučne članke, pjesme, prikaze, priče, kazališne komade, putopise, prigodne članke, književna djela za djecu. Sudjelovao je pri izradi zemljopisnog atlasa. Bio je među suutemeljiteljima Družbe "Braće Hrvatskoga Zmaja".
Otac je poznatog hrvatskog katoličkog oblikovatelja kulture Božidara Širole, Danice Širole učiteljice umrle na glasu svetosti i Mladena Širole, kazališnog djelatnika. Ukupno je imao osmero djece sa ženom Ćirilom.

## Životopisi
Rodio se je u Zagrebu 1867. godine. U rodnom gradu pohađao je pučku školu, nižu realnu gimnaziju i preparandiju (učiteljsku školu). 
Zaposlio se u struci 1886. godine. Radio je u Žakanju šest godina nakon čega radi u Karlovcu. Ondje je proveo desetljeće nakon čega je premješten u Zagreb. U Zarebu je radio u mnoštvu pučkih škola. 1913. je postao ravnateljem OŠ Augusta Harambašića. Dužnost je obnašao do 1920. Sljedeće godine postao je poslvoni županijski školski nadzornik. Dužnost je obnašao do odlaska u mirovinu 1924. godine.
Književne uradke objavio je u Anđelu čuvaru, Bršljanu, Danici, Bogu i Hrvatskoj, Hrvatskom pravu, Hrvatskoj prosvjeti, Hrvatskom učitelju, Književnoj smotri, Ljiljanu iz Karlovca, Napredku, Narodnim novinama, Prosvjeti, Smilju, Svjetlu, Viencu, Vjernom drugu i inima.
Poznat je i kao putopisac, pa je među ostalim posebnu pozornost posvetio pećini Vražić u Bariloviću (Izlet u spilju Vražić kod Barilovića, objavljen u Hrvatskom planinaru).
Uređivao je nekoliko pedagoških i učiteljskih časopisa. Osnivao je pjevačka, planinarska društva, Zorin-dom u Karlovvcu. Kao član Družbe hrvatskog zmaja, sudjelovao je u akciji prenošenja posmrtnih ostataka Petra Zrinskog i Frana Krste Frankopana. Bio je tajnik u karitativno, učiteljskom humanitarnom i pjevačkom društvu. Bio je članom UO Hrvatskoga pedagoško-književnoga zbora.
Širola je s drugovima iz Družbe Braće Hrvatskoga zmaja Emilijem Laszowskim i Velimirom Deželićem st. uspio spasiti Kamenita vrata od rušenja. Osim toga, izborili su da se u kuli iznad njih smjesti Gradska knjižnica, kao prva javna knjižnica u gradu Zagrebu. Akcija je polučila uspjeh. Gradsko poglavarstvo dalo je 10. travnja 1907. Družbi Kamenita vrata na uporabu, a mjesec dana poslije, 11. svibnja, Gradsko poglavarstvo Zaključkom od 11. svibnja 1907. osnovalo je Knjižnicu slobodnoga i kraljevskoga glavnoga grada (današnju središnju Gradsku knjižnicu) i Muzej slobodnoga i kraljevskog glavnoga grada Zagreba (današnji Muzej grada Zagreba) koji je u svojem sastavu imao i arhiv, današnji Državni arhiv u Zagrebu.
Širola i Peyer kao autori Zemljopisnog atlasa za pučke ili osnovne škola donijeli su neke novine u odnosu na dotadašnje atlase. To su grafički prikaz oblika reljefa Zemlje, mali plan grada Zagreba i zemljovidi Hrvatske, Slavonije, Austro-Ugarske i Europe u cjelini itd. Na zemljovidu Kraljevina Hrvatske, Slavonije i Dalmacije priobalni planinski prostor od Bakra do Senja nazvali su Primorsko gorje, dok su goranski prostor južno od Risnjaka do Jasenka i Drežnice nazvali Hrvatski kras.
Djelovao je u Hrvatskom književnom društvu sv. Jeronima i u Kolu hrvatskih književnika.

## Djela
Priredio je priče za djecu braće Grimm.